# 还原染料
还原染料（英語：Vat dye）是一种旧的染料类别，由于是在大缸中使用，因而又称作瓮染染料。
还原染料本身不溶于水，染色前需用还原剂(通常用保险粉)还原、溶解后再进行染色。
按化学结构分为三类：
- 靛和硫靛类
- 蒽醌类
- 蒽酮类

还原染料色泽鲜艳、色谱安全、耐洗、耐晒，是棉及其他纤维素纤维的重要染料。
还原染料是不溶于水的染料，其在碱性溶液中经还原作用变成可溶性的隐色体钠盐，吸附在待染织物上，再经过氧化，恢复成不溶性染料，因而固着在织物上。

## 化合物

还原橙
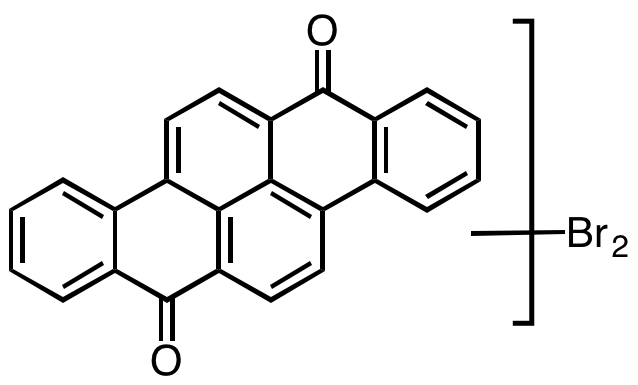
还原橙1
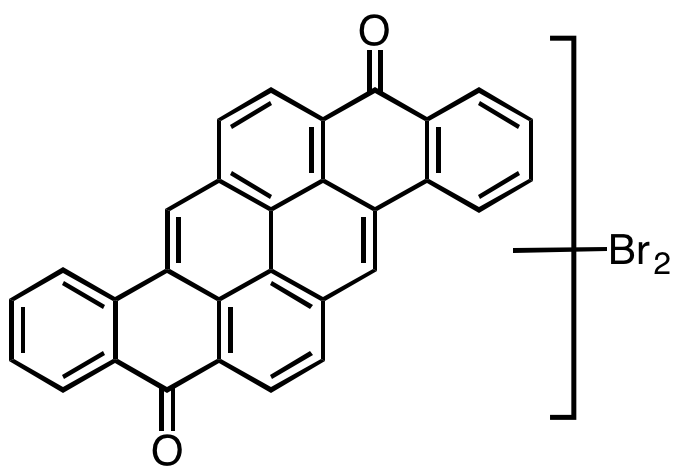
还原橙2
还原橙3
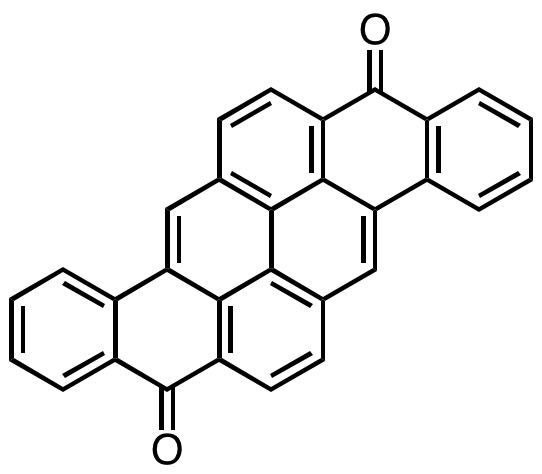
还原橙9
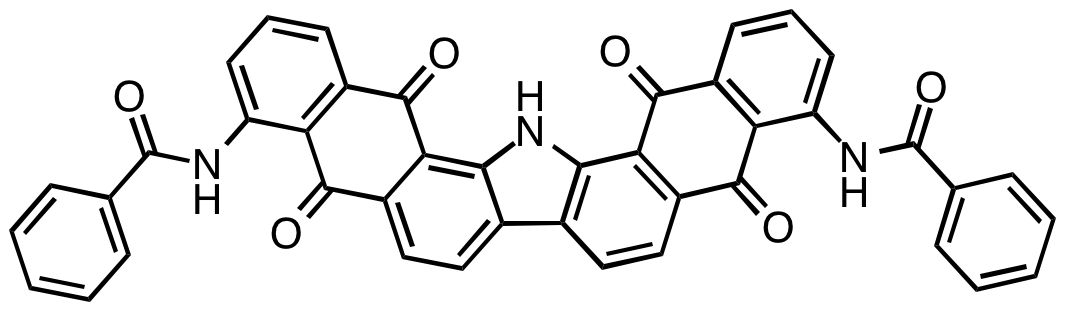
还原橙15
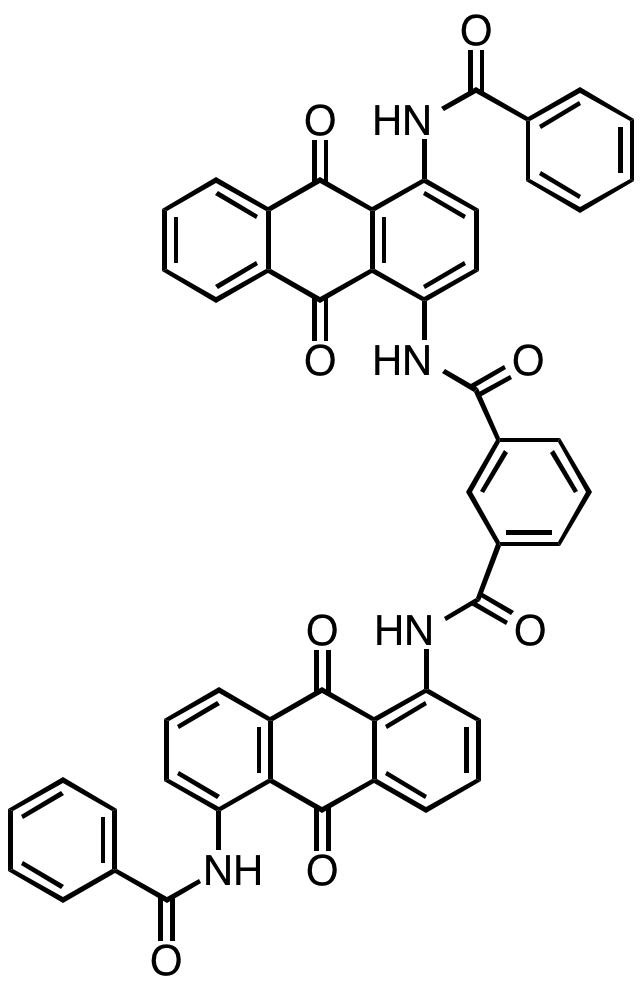
还原橙17

还原紫
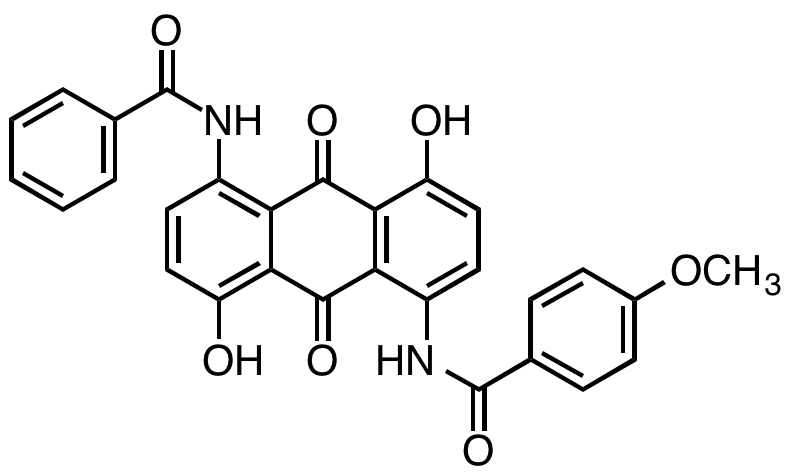
还原紫15
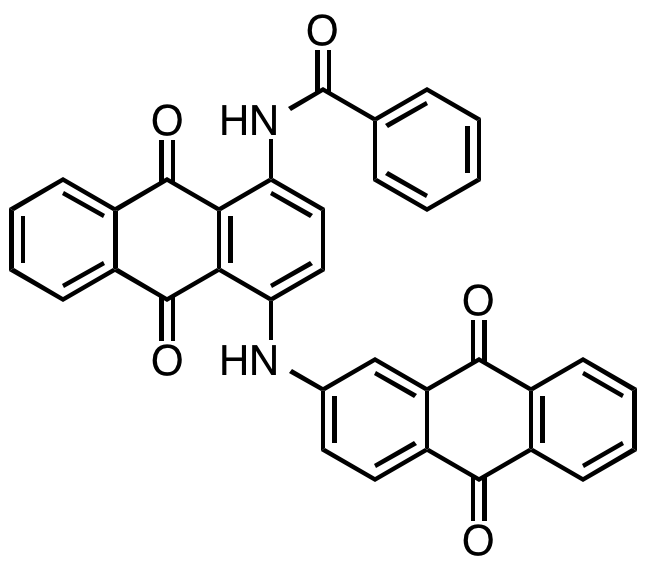
还原紫18

还原红
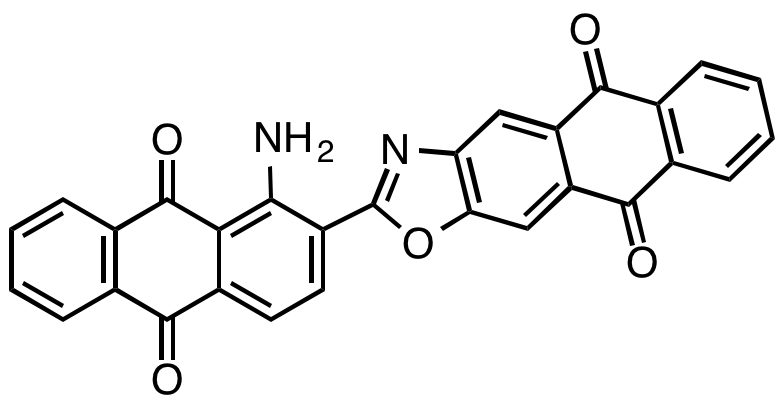
还原红10
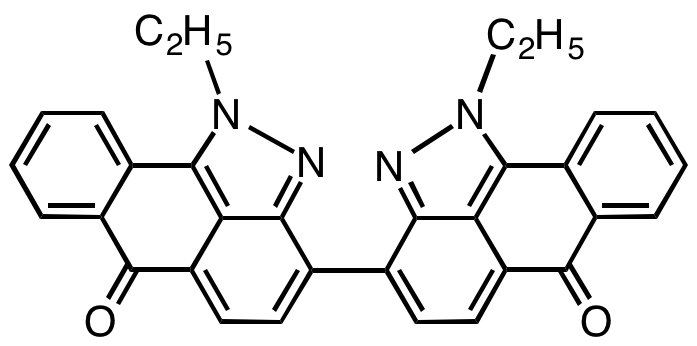
还原红13
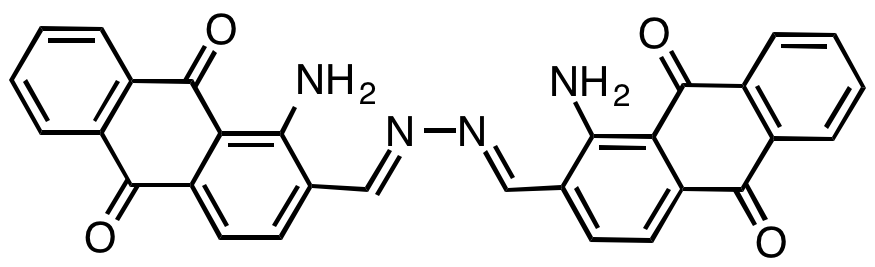
还原红18
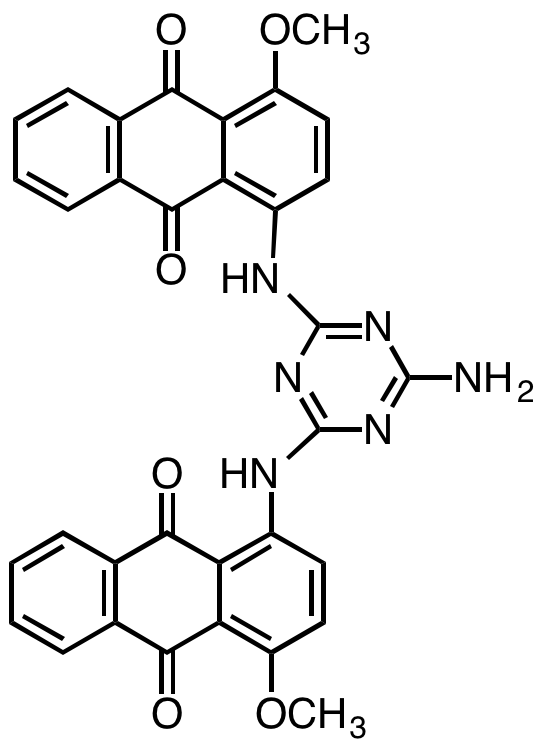
还原红28
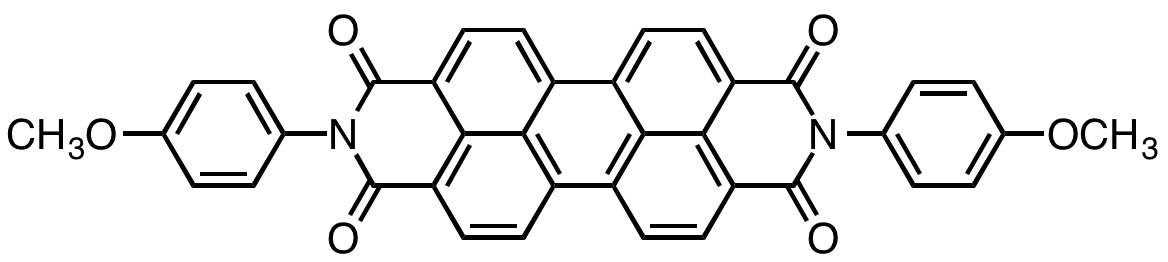
还原红29

还原棕
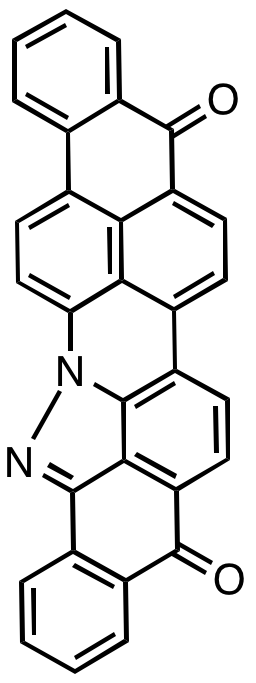
还原棕1
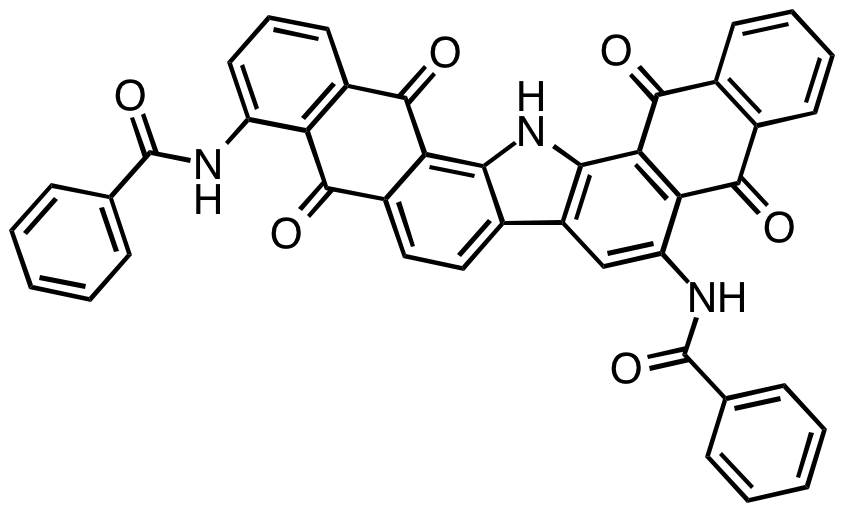
还原棕3
还原棕45

还原黑
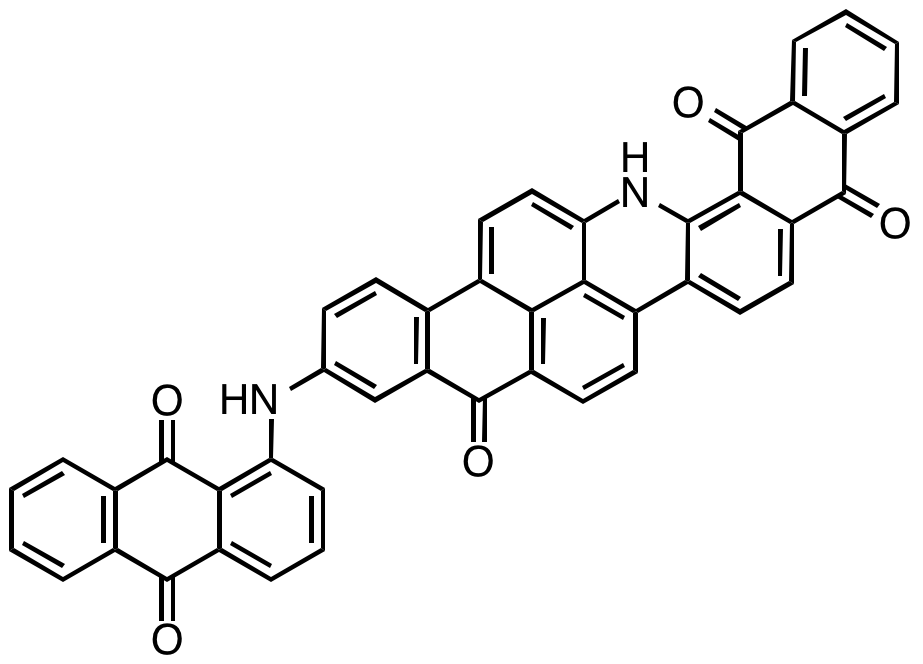
还原黑25
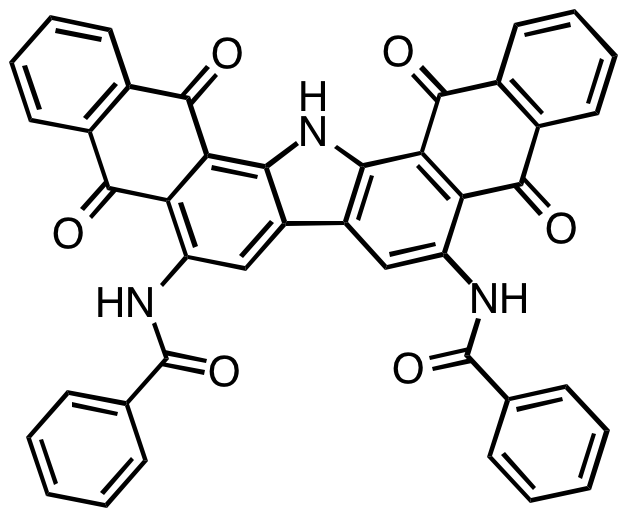
还原黑27
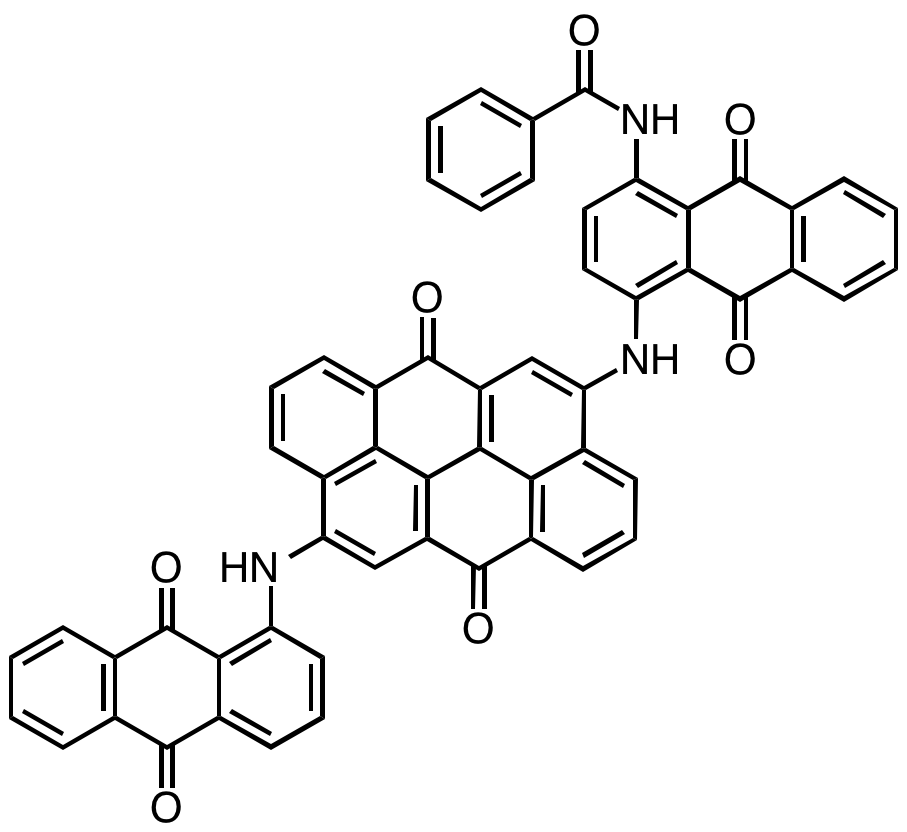
还原黑29

还原黄
还原黄1
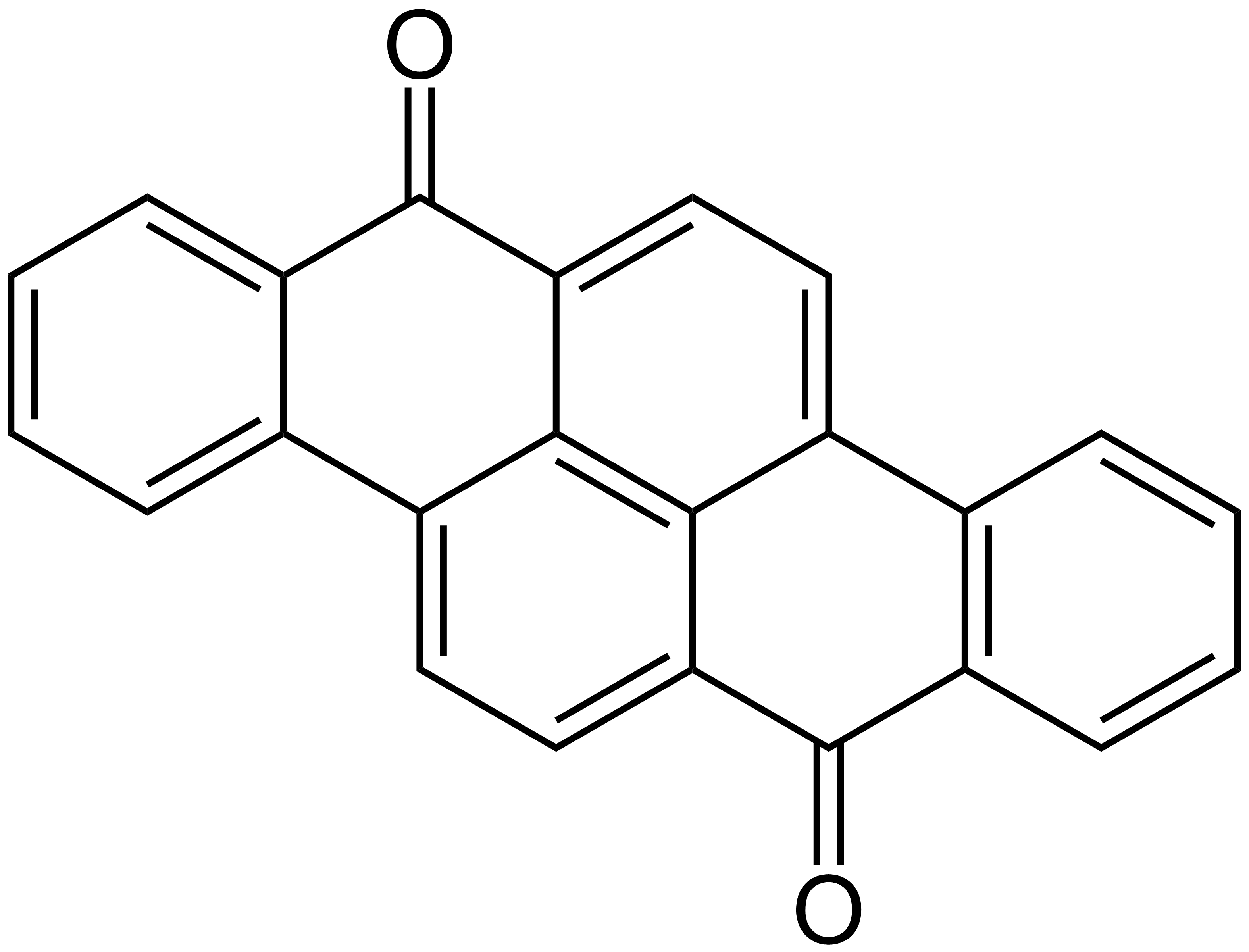
还原黄4
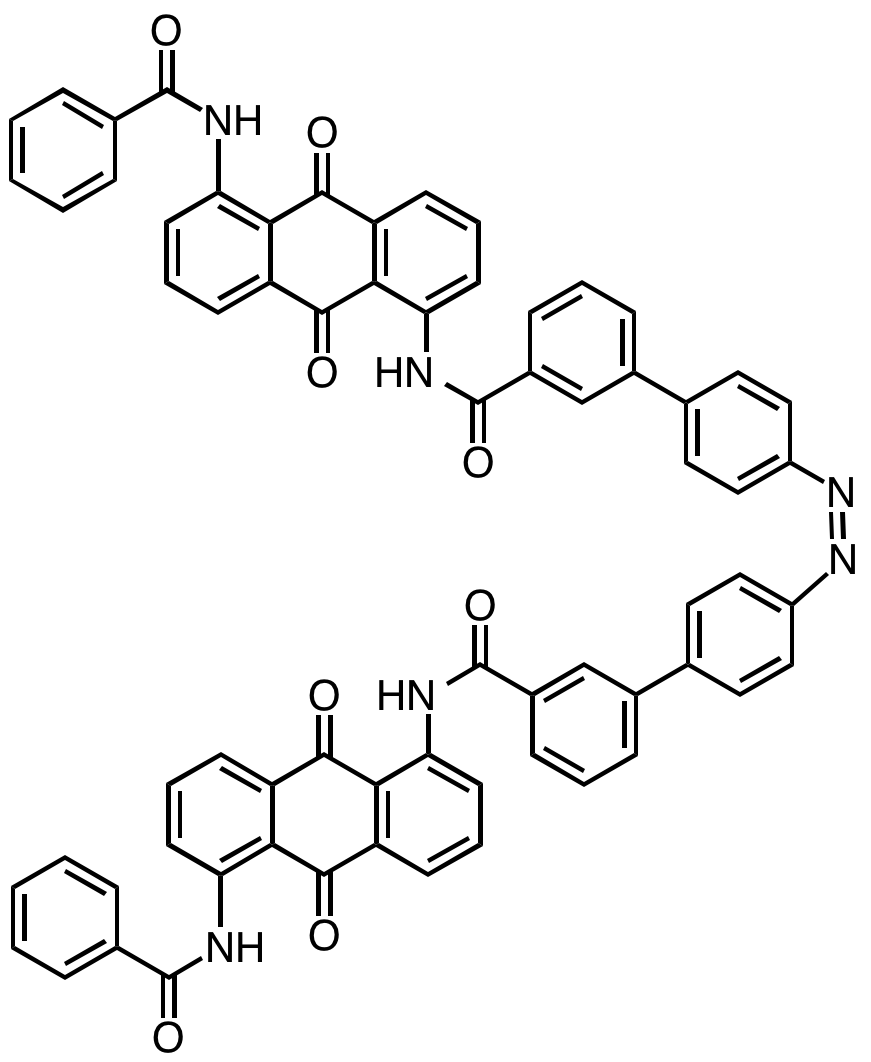
还原黄10
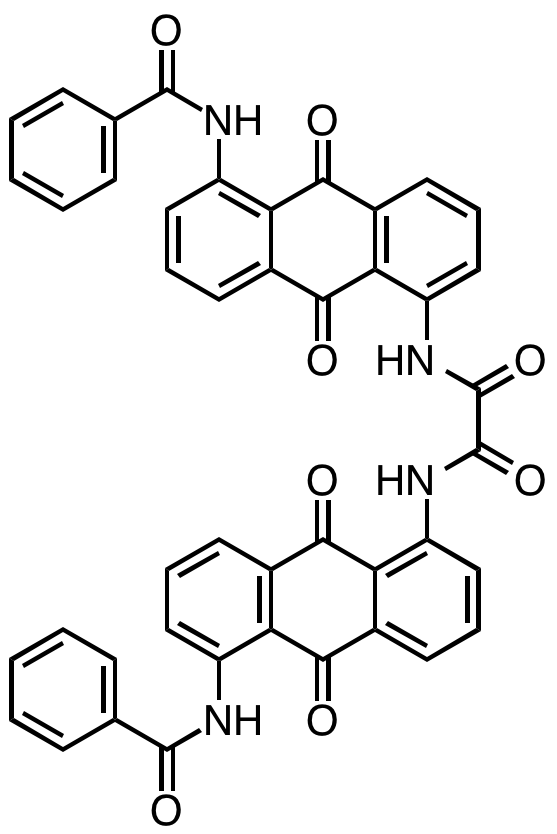
还原黄12
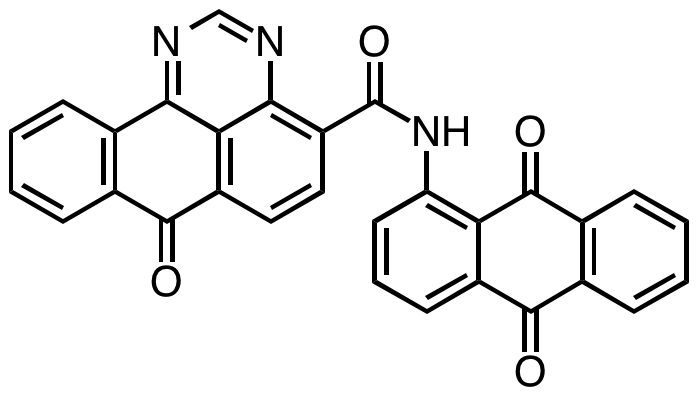
还原黄20
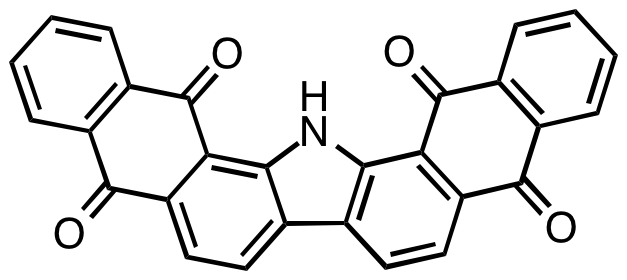
还原黄28

大部分的还原染料都为蒽醌衍生物

还原蓝
还原蓝1
还原蓝4
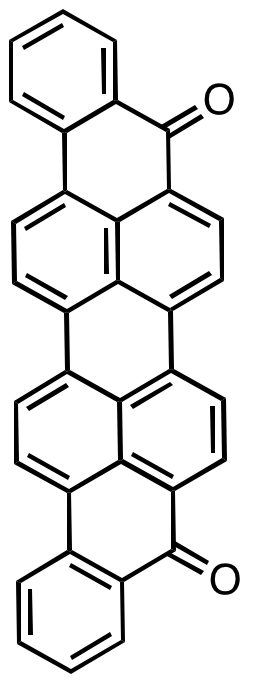
还原蓝20
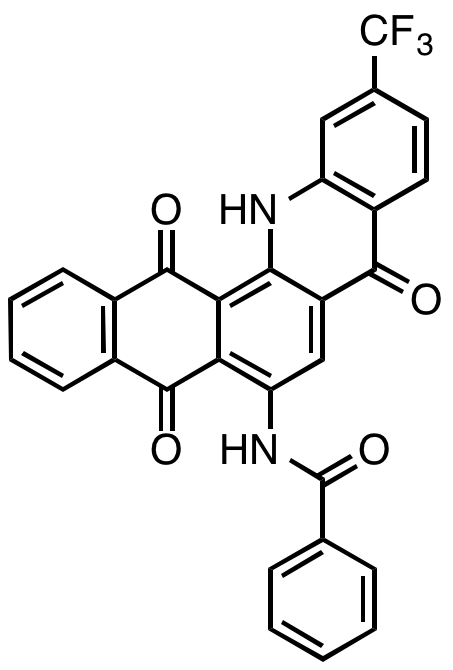
还原蓝21
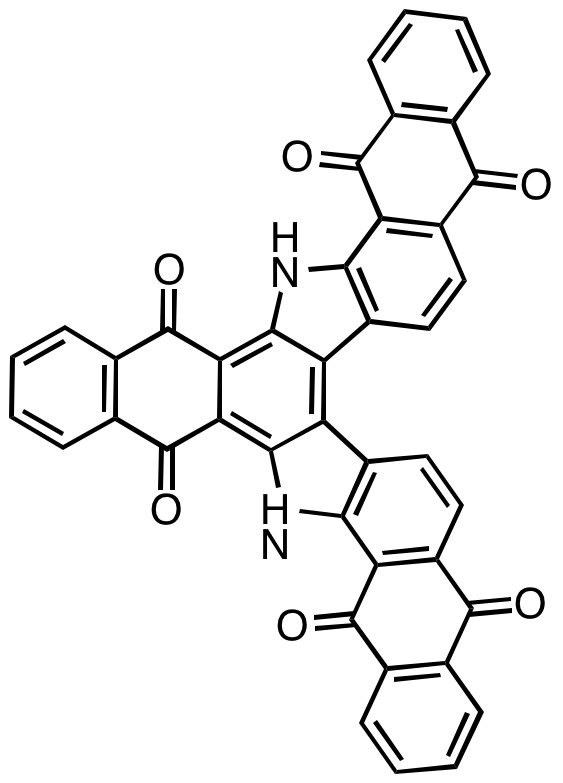
还原蓝25
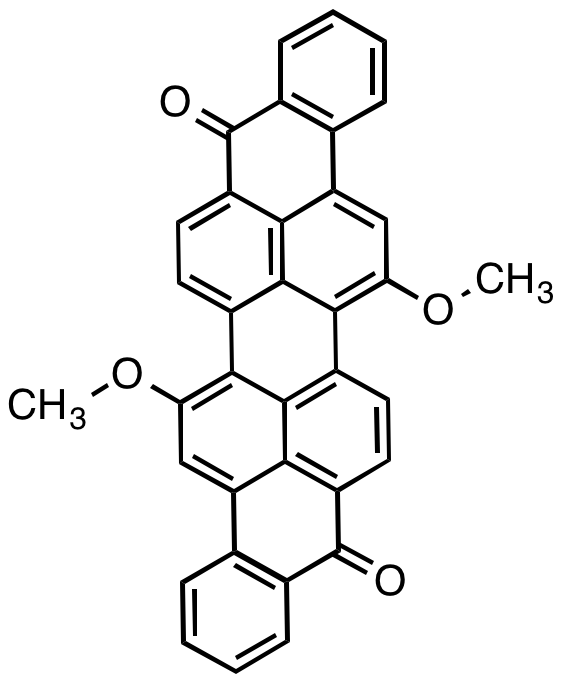
还原蓝26
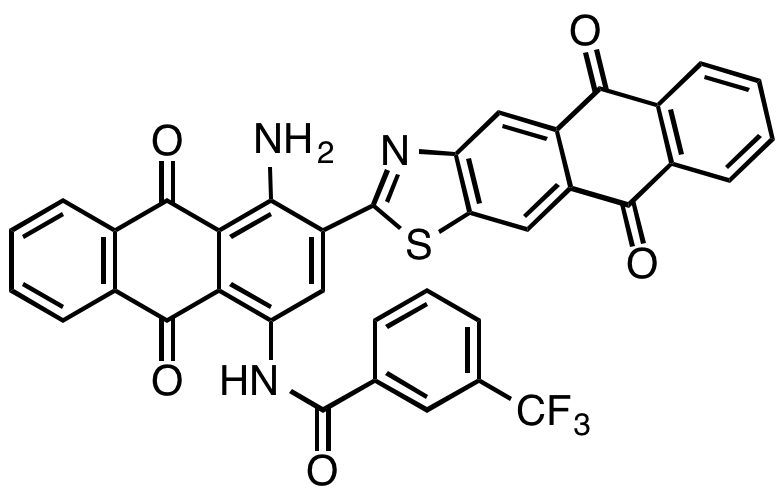
还原蓝30
还原蓝36
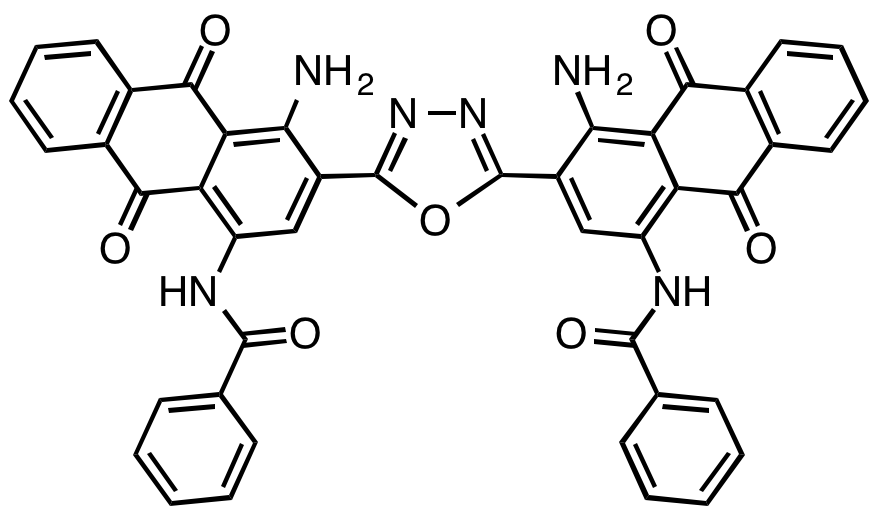
还原蓝64

还原绿
还原绿1
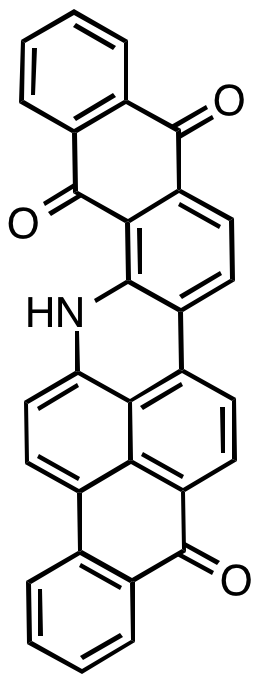
还原绿3
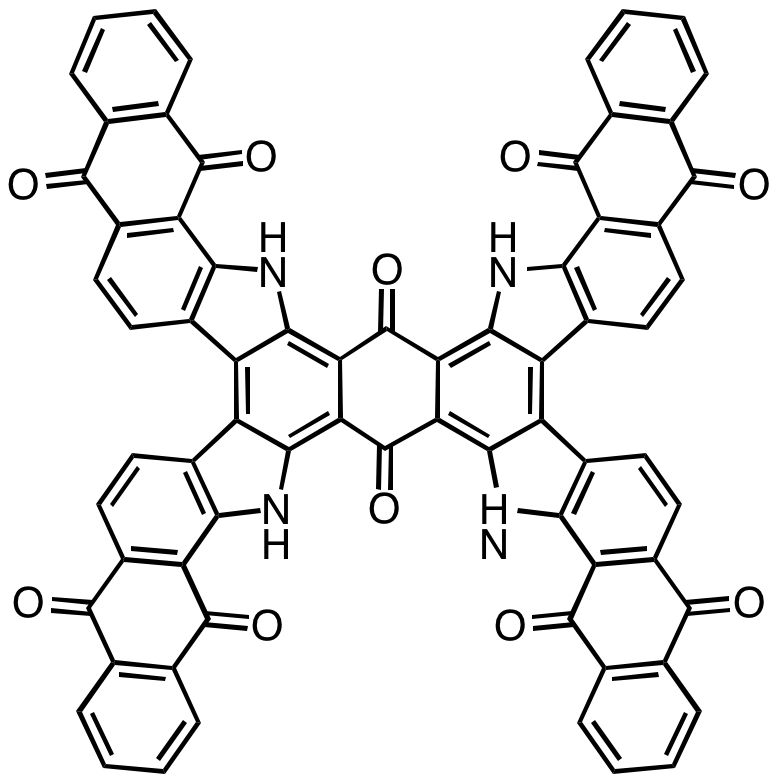
还原绿8
还原绿9
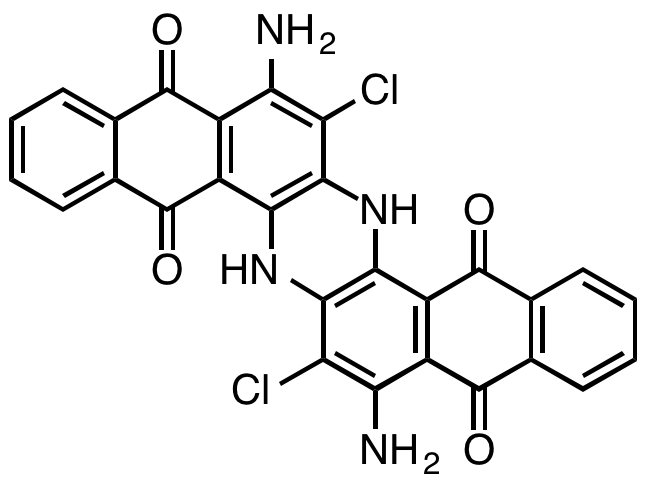
还原绿11
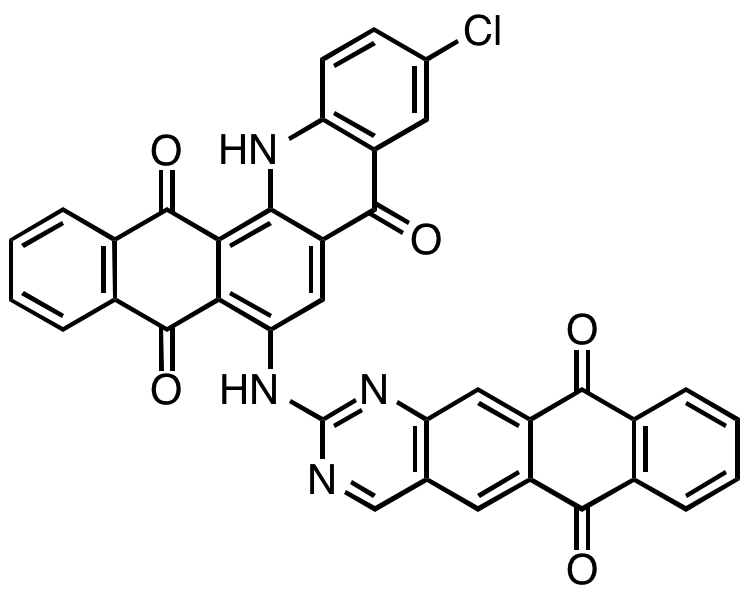
还原绿12

- 还原橙
- 还原橙1
- 还原橙2
- 还原橙3
- 还原橙9
- 还原橙15
- 还原橙17

- 还原紫
- 还原紫15
- 还原紫18

- 还原红
- 还原红10
- 还原红13
- 还原红18
- 还原红28
- 还原红29

- 还原棕
- 还原棕1
- 还原棕3
- 还原棕45

- 还原黑
- 还原黑25
- 还原黑27
- 还原黑29

- 还原黄
- 还原黄1
- 还原黄4
- 还原黄10
- 还原黄12
- 还原黄20
- 还原黄28